# Johannistrieb

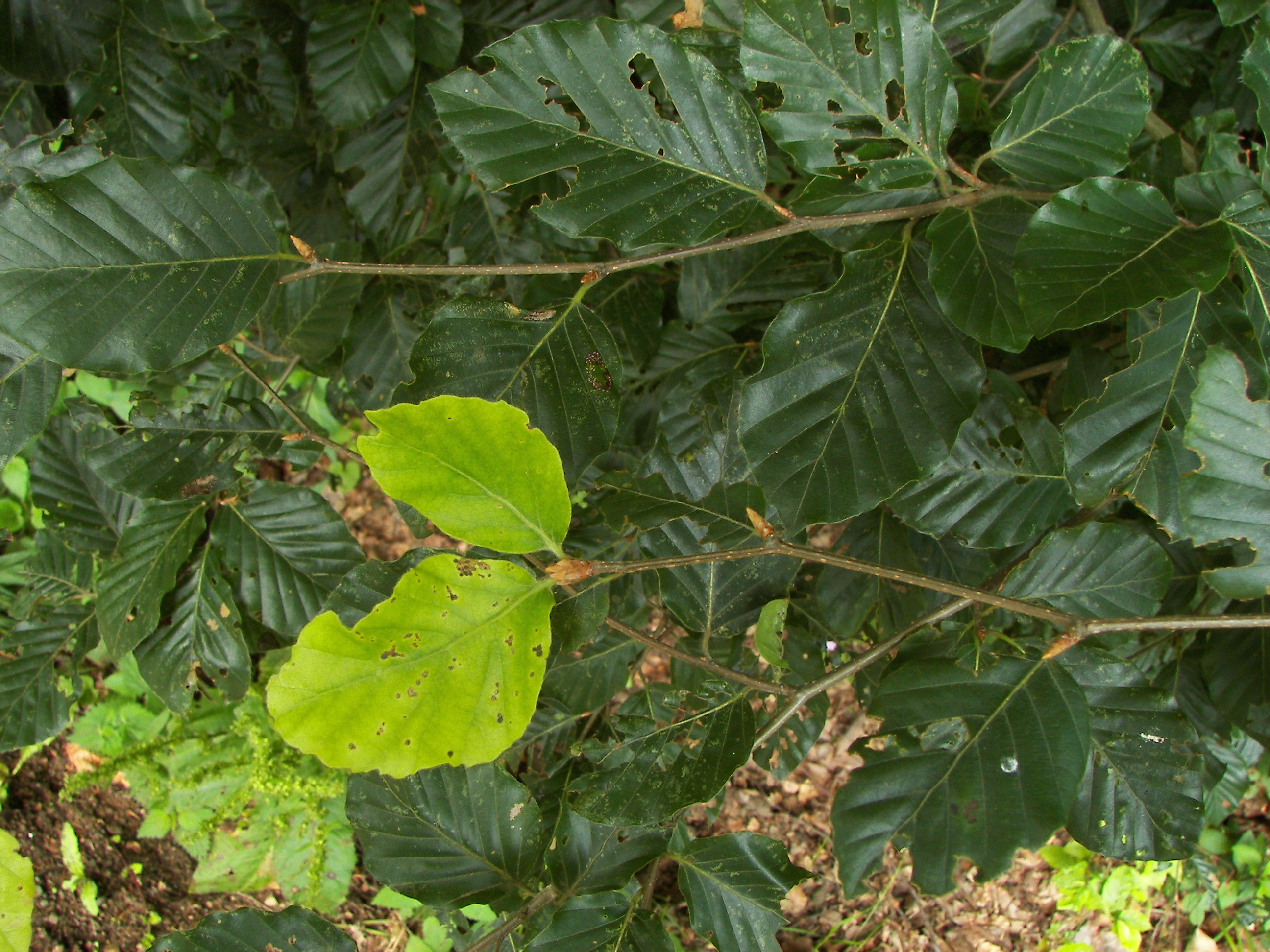
Johannistrieb der Rotbuche

Als Johannistrieb (auch Augustsaft) wird der zweite Blattaustrieb einiger Laubbäume wie der Eiche, Rotbuche, einiger Ahornarten und fast aller Obstgehölze innerhalb einer Vegetationsphase bezeichnet (Prolepsis).
Durch Witterungseinflüsse bedingt treiben Blattknospen, die für das nächste Frühjahr angelegt sind, schon um das Datum des Johannistages am 24. Juni aus. Dieser oft auch anders gefärbte, meist kräftige Blatt- und Astwuchs ist z. B. zur Kompensation von Fraßschäden, beispielsweise durch Maikäfer, wichtig und auch für die Forstwirtschaft von großer Bedeutung.
„Johannistrieb“ ist im übertragenen Sinne auch eine scherzhafte Bezeichnung für die gesteigerte Sexualität älterer Frauen und Männer.

## Belege
1. ↑  Im Obstbau wird er gezielt genutzt, um z. B. versäumte Maßnahmen zum Aufbau- oder Erziehungsschnitt an Jungbäumen nachzuholen und damit den Neutrieb anzuregen. Mein Garten Ratgeber: Johannistrieb. Abgerufen am 31. Mai 2020.